# Finalen av världsmästerskapet i fotboll 2010
Finalen av världsmästerskapet i fotboll 2010 spelades 11 juli 2010 på Soccer City i Johannesburg för att kora mästerskapets segrare. Spanien besegrade Nederländerna med 1–0 efter att Andrés Iniesta gjort mål fyra minuter före slutet av förlängningen. Både Nederländerna och Spanien hade chansen att vinna turneringen för första gången. Nederländerna förlorade finalerna såväl i Västtyskland 1974 som i Argentina 1978, medan Spaniens bästa placering var en fjärdeplats i Brasilien 1950. Det var den andra raka heleuropeiska finalen och första gången som ett europeiskt lag vann turneringen utanför Europa. Domare var engelsmannen Howard Webb. För första gången vann ett lag som förlorade premiärmatchen i turneringen.

## Vägen till finalen
Spanien kom till fotbolls-VM 2010 som regerande europeiska mästare efter att ha vunnit Europamästerskapet i fotboll 2008, och som obesegrade i 35 matcher i följd mellan 2007 och 2009. Nederländerna kom till VM efter att ha vunnit alla åtta matcher i sin grupp i kvalet till VM.
Väl framme vid slutspelet i Sydafrika gick Nederländerna vidare till åttondelsfinal efter att ha vunnit grupp E med tre vinster av tre möjliga mot Danmark, Japan och Kamerun, med endast ett insläppt mål. I utslagsspelet vann de mot VM-debutanterna Slovakien, femfaldiga världsmästarna Brasilien och tvåfaldiga mästarna Uruguay. Nederländerna nådde VM-finalen med att ha gått obesegrade 25 matcher i följd sedan september 2008.
I grupp H återhämtade sig Spanien från en förlust mot Schweiz i öppningsmatchen för att sedan vinna mot Honduras och sedan Chile, och slutade som gruppsegrare före Chile med bättre målskillnad. I utslagsspelet slog de ut sina iberiska grannar Portugal, kvartsfinal-debutanten Paraguay och Tyskland. Semifinalen kom att bli en repris av finalen i EM 2008 och återigen vann Spanien över Tyskland, vilka hade gjort flest mål i turneringen så långt.
I de sex matcher de båda lagen spelade för att nå finalen gjorde Nederländerna totalt tolv mål och släppte in fem, medan Spanien gjorde sju och släppte in två. Wesley Sneijder i Nederländerna och David Villa i Spanien hade båda gjort fem mål före finalen och delade första platsen i skytteligan; Arjen Robben i Nederländerna, med två mål, var den enda av de andra spelarna i de båda lagen som hade gjort mer än ett mål i turneringen.
Resultaten står i favör till respektive nation.
| Nr | Lag           | S | V | O | F | GM | IM | MS | P |
| -- | ------------- | - | - | - | - | -- | -- | -- | - |
| 1  | Nederländerna | 3 | 3 | 0 | 0 | 5  | 1  | +4 | 9 |
| 2  | Japan         | 3 | 2 | 0 | 1 | 4  | 2  | +2 | 6 |
| 3  | Danmark       | 3 | 1 | 0 | 2 | 3  | 6  | −3 | 3 |
| 4  | Kamerun       | 3 | 0 | 0 | 3 | 2  | 5  | −3 | 0 |

| Nr | Lag      | S | V | O | F | GM | IM | MS | P |
| -- | -------- | - | - | - | - | -- | -- | -- | - |
| 1  | Spanien  | 3 | 2 | 0 | 1 | 4  | 2  | +2 | 6 |
| 2  | Chile    | 3 | 2 | 0 | 1 | 3  | 2  | +1 | 6 |
| 3  | Schweiz  | 3 | 1 | 1 | 1 | 1  | 1  | 0  | 4 |
| 4  | Honduras | 3 | 0 | 1 | 2 | 0  | 3  | −3 | 1 |

## Matchboll
Finalens matchboll, som avslöjades 20 april 2010, var Adidas Jo'bulani, en guldversion av bollen Adidas Jabulani som använts för övriga matcher. Namnet på bollen kommer av "Jabulani" som betyder "fira" på isiZulu, och av "Jo'burg", ett vanligt smeknamn på Johannesburg. Färgen på bollen refererar både till VM-pokalen och till ett annat av Johannesburgs smeknamn: "the City of Gold" ("guldstaden"). Jo'bulani är den andra boll som tillverkats speciellt för en final. Den första var Teamgeist Berlin som användes i 2006 års final.
Precis som Jabulani gjordes Jo'bulani av åtta termiskt bundna paneler för att skapa en perfekt rund boll. På bollen står Adidas text "Grip'n'Groove", som Adidas menar visar säkerheten under flygturen, och spelarnas grepp när de träffar den.

## Matchen
|  | 11 juli 2010 20:30 | Soccer City000 Johannesburg000 |

| Nederländerna | Nederländerna | 0 – 1 (e.fl.)   | Spanien      | Spanien |
| Nederländerna |               | (0 – 0) Rapport | 116′ Iniesta | Spanien |
|               |               |                 |              |         |

| Startelva:       |    |                          |           |      |
|                  |    |                          |           |      |
| MV               | 1  | Maarten Stekelenburg     |           |      |
| HB               | 2  | Gregory van der Wiel     | 111'      |      |
| MB               | 3  | John Heitinga            | 57', 109' |      |
| MB               | 4  | Joris Mathijsen          | 117'      |      |
| VB               | 5  | Giovanni van Bronckhorst | 54'       | 105′ |
| DM               | 6  | Mark van Bommel          | 22'       |      |
| DM               | 8  | Nigel de Jong            | 28'       | 99′  |
| HM               | 11 | Arjen Robben             | 84'       |      |
| OM               | 10 | Wesley Sneijder          |           |      |
| VM               | 7  | Dirk Kuyt                |           | 71′  |
| A                | 9  | Robin van Persie         | 15'       |      |
| Inhoppare:       |    |                          |           |      |
| MF               | 17 | Eljero Elia              |           | 71′  |
| MF               | 23 | Rafael van der Vaart     |           | 99′  |
| F                | 15 | Edson Braafheid          |           | 105′ |
|                  |    |                          |           |      |
|                  |    |                          |           |      |
|                  |    |                          |           |      |
|                  |    |                          |           |      |
|                  |    |                          |           |      |
|                  |    |                          |           |      |
|                  |    |                          |           |      |
|                  |    |                          |           |      |
|                  |    |                          |           |      |
|                  |    |                          |           |      |
| Förbundskapten:  |    |                          |           |      |
| Bert van Marwijk |    |                          |           |      |

| Startelva:         |    |                 |        |      |
|                    |    |                 |        |      |
| MV                 | 1  | Iker Casillas   |        |      |
| HB                 | 15 | Sergio Ramos    | 23'    |      |
| MB                 | 3  | Gerard Piqué    |        |      |
| MB                 | 5  | Carles Puyol    | 16'    |      |
| VB                 | 11 | Joan Capdevila  | 67'    |      |
| DM                 | 16 | Sergio Busquets |        |      |
| DM                 | 14 | Xabi Alonso     |        | 87′  |
| OM                 | 8  | Xavi            | 120+1' |      |
| HM                 | 6  | Andrés Iniesta  | 118'   |      |
| VM                 | 18 | Pedro Rodríguez |        | 60′  |
| A                  | 7  | David Villa     |        | 106′ |
| Inhoppare:         |    |                 |        |      |
| MF                 | 22 | Jesús Navas     |        | 60′  |
| MF                 | 10 | Cesc Fàbregas   |        | 87′  |
| A                  | 9  | Fernando Torres |        | 106′ |
|                    |    |                 |        |      |
|                    |    |                 |        |      |
|                    |    |                 |        |      |
|                    |    |                 |        |      |
|                    |    |                 |        |      |
|                    |    |                 |        |      |
|                    |    |                 |        |      |
|                    |    |                 |        |      |
|                    |    |                 |        |      |
|                    |    |                 |        |      |
| Förbundskapten:    |    |                 |        |      |
| Vicente del Bosque |    |                 |        |      |

| Domare: Howard Webb (England) Ass. domare: Darren Cann och Mike Mullarkey (England) Fjärdedomare: Yuichi Nishimura (Japan) Femtedomare: Toru Sagara (Japan) | Publik: 84 490 | Matchens bäste spelare Andrés Iniesta (Spanien) |

### Statistik
Översikt
|                               | Nederländerna | Spanien |
| ----------------------------- | ------------- | ------- |
| Gjorda mål                    | 0             | 1       |
| Totalt antal skott            | 13            | 18      |
| Skott på mål                  | 5             | 8       |
| Bollinnehav                   | 43 %          | 57 %    |
| Hörnsparkar                   | 6             | 8       |
| Antal fouls                   | 28            | 18      |
| Antal offside                 | 7             | 6       |
| Gula kort                     | 8             | 5       |
| Andra gula kort och rött kort | 1             | 0       |
| Röda kort                     | 0             | 0       |

- FIFA.com - Nederländerna-Spanien - Översikt
- FIFA.com - Match 64 - Final 11 juli - Matchstatistik